# Olympische Winterspiele 1948/Skilanglauf – 50 Kilometer (Männer)
Das 50-Kilometer-Rennen im Skilanglauf der Männer bei den Olympischen Winterspielen 1948 fand am 6. Februar um 10 Uhr statt.
Zurückzulegen war zwei Mal eine Runde über 25 km. Da die Strecke um 8 Uhr teilweise mehr Eis als Schnee aufwies, wurde der Start um zwei Stunden hinausgeschoben, um die Wettkämpfer nicht unnötig Stürzen und Gefahren auszusetzen. Frühzeitig gingen die drei Schweden Nils Karlsson, Harald Eriksson und Anders Törnkvist in Führung und hatten die übrigen Teilnehmer nach 11 km bereits um über eine Minute abgehängt. Bereits früh gab es einige Ausfälle: Der Italiener Victor Borghi brach sich in der Nähe der Olympiaschanze den Ski und der Finne Martti Sipilä in der Abfahrt nach Celerina das Bein. Die meisten Nordländer lehnten nach 25 km die Zwischenverpflegung ab. Eriksson lag eine Minute vor dem Favoriten Karlsson, ihnen folgten die finnischen Brüder Benjamin Vanninen und Pekka Vanninen. Erikssons Vorsprung schmolz allerdings in der Folge; bei 36 km lag Karlsson in Führung und baute seinen Vorsprung dauernd aus. Bei 41 km betrug er bereits drei Minuten. Der schwedische Doppelsieg war frühzeitig gesichert, denn bei 45 km lag Eriksson fünf Minuten vor Benjamin Vanninen. Dieser verwies seinen Bruder im Schlussspurt schließlich auf den vierten Platz und gewann Bronze.

## Ergebnisse
| Rang | #  | Athlet               | Land             | Zeit (h) |
| ---- | -- | -------------------- | ---------------- | -------- |
| 1    | 23 | Nils Karlsson        | Schweden         | 3:47:48  |
| 2    | 28 | Harald Eriksson      | Schweden         | 3:52:20  |
| 3    | 9  | Benjamin Vanninen    | Finnland         | 3:57:28  |
| 4    | 24 | Pekka Vanninen       | Finnland         | 3:57:58  |
| 5    | 6  | Anders Törnkvist     | Schweden         | 3:58:20  |
| 6    | 19 | Edi Schild           | Schweiz          | 4:05:37  |
| 7    | 3  | Pekka Kuvaja         | Finnland         | 4:10:02  |
| 8    | 16 | Jaroslav Cardal      | Tschechoslowakei | 4:14:34  |
| 9    | 30 | Kristian Bjørn       | Norwegen         | 4:15:21  |
| 10   | 18 | Martin Jære          | Norwegen         | 4:17:11  |
| 11   | 5  | František Balvín     | Tschechoslowakei | 4:17:51  |
| 12   | 20 | Josef Gstrein        | Österreich       | 4:21:13  |
| 13   | 11 | Cristiano Rodeghiero | Italien          | 4:24:12  |
| 14   | 21 | Jože Knific          | Jugoslawien      | 4:26:00  |
| 15   | 12 | Franc Smolej         | Jugoslawien      | 4:26:12  |
| 16   | 1  | Matevž Kordež        | Jugoslawien      | 4:27:25  |
| 17   | 13 | Max Müller           | Schweiz          | 4:30:51  |
| 18   | 17 | Silvio Confortola    | Italien          | 4:31:36  |
| 19   | 25 | Louis Bourban        | Schweiz          | 4:33:50  |
| 20   | 10 | Jaroslav Zajíček     | Tschechoslowakei | 4:44:35  |
| –    | 27 | Vít Fousek senior    | Tschechoslowakei | DNF      |
| –    | 2  | Victor Borghi        | Schweiz          | DNF      |
| –    | 4  | Thorleif Vangen      | Norwegen         | DNF      |
| –    | 7  | Stefano Sommariva    | Italien          | DNF      |
| –    | 14 | Arthur Herrdin       | Schweden         | DNF      |
| –    | 15 | Leif Haugen          | Norwegen         | DNF      |
| –    | 22 | Tom Dennie           | Kanada           | DNF      |
| –    | 29 | Martti Sipilä        | Finnland         | DNF      |
| –    | 26 | Severino Compagnoni  | Italien          | DNS      |
| –    | 8  | Hans Jamnig          | Österreich       | DNS      |